# Robert prisen de melhor atriz de televisão
O Robert prisen de melhor atriz de televisão (em dinamarquês: Robert Prisen for årets kvindelige hovedrolle – tv-serie) é concedido desde 2013 pela Academia Dinamarquesa de Cinema (Danmarks Film Akademi) ao melhor desempenho feminino em uma produção televisiva. A cerimonia de premiação acontece em Copenhaga, no final de janeiro e início de fevereiro.

## Vencedoras

### Anos 2010
| Ano  | Vencedora              | Trabalho          | Ref.  |
| ---- | ---------------------- | ----------------- | ----- |
| 2013 | Sofie Gråbøl           | Forbrydelsen 3    |       |
| 2014 | Sofia Helin            | Broen II          |       |
| 2015 | Trine Dyrholm          | Arvingerne        | [ 2 ] |
| 2016 | Trine Dyrholm          | Arvingerne II     |       |
| 2017 | Louise Mieritz         | Ditte & Louise II |       |
| 2018 | Ann Eleonora Jørgensen | Herrens veje      | [ 3 ] |
| 2019 | Ann Eleonora Jørgensen | Herrens veje II   |       |

### Anos 2020
| Ano  | Vencedora     | Trabalho       | Ref.  |
| ---- | ------------- | -------------- | ----- |
| 2020 | Maria Rich    | Bedrag III     | [ 4 ] |
| 2021 | Flora Ofelia  | Ulven kommer   | [ 5 ] |
| 2022 | Danica Curcic | Kastanjemanden | [ 6 ] |